# Кінгстон (клапан)

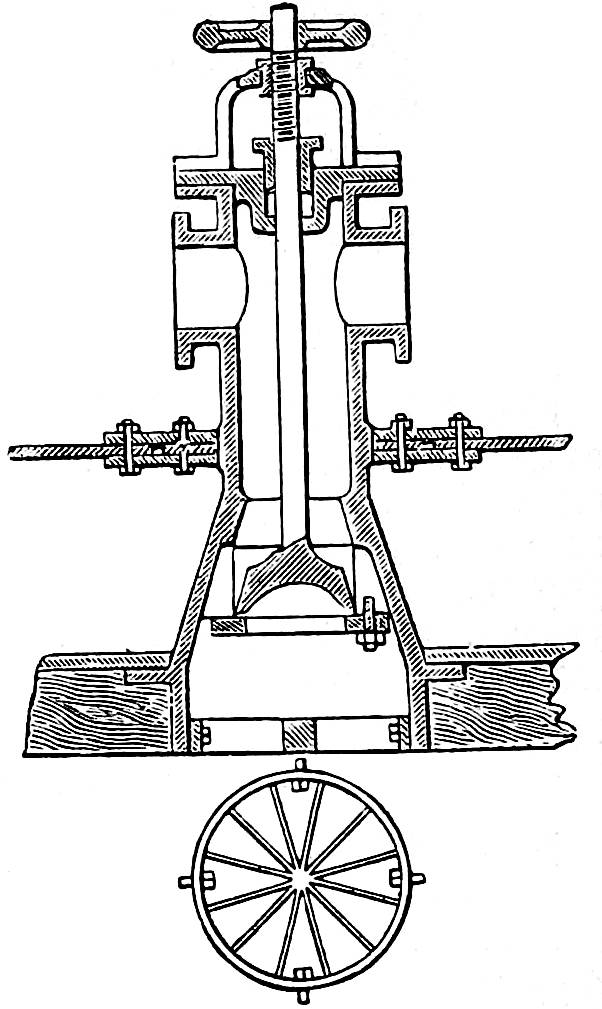
Кінгстон зі штоком і маховиком. Малюнок з Військової енциклопедії Ситіна

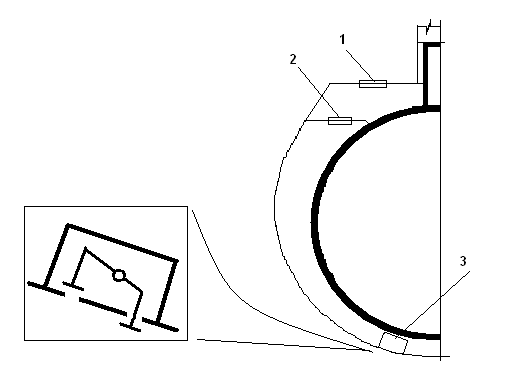
Схема кінгстона коромислового типу на підводному човні, розміщеного у вигородці 3

Кінгсто́н — клапан в підводній частині зовнішньої обшивки судна, що служить для доступу забортної води усередину (а також видалення назовні). У широкому сенсі кінгстоном називають будь-який забортний клапан (кран), у вузькому — клапан, влаштований таким чином, що в разі поломки штока отвір все одно залишається відкритим. Отримав назву на честь винахідника, англійського інженера Джона Кінгстона (1786—1847).

## Будова
Він влаштований таким чином, що в звичайному положенні тиск забортної води тримає його закритим: розкоси клапана спрямовані назовні, зовнішній тиск притискує клапан до сідла. Конструкція забортного клапана Дж. Кінгстона (кінгстон у вузькому сенсі) включає шток, проведений через сальник усередину судна і споряджений маховиком (штурвалом). Іншою конструкцією кінгстона є парний тарілчастий клапан коромислового типу. Завдяки коромислу забезпечується рівномірне зусилля відкриття і закриття, незалежно від тиску.
Кінгстонів на судні по меншій мірі 2 (днищевий і бортовий). Встановлюються кінгстони в кінгстонних вигородках — спеціальних відсіках (розташованих у подвійному дні або виконаних у вигляді окремих ящиків), закритих з боку зовнішньої обшивки решітками. Вигородки захищають клапани від деформацій, що виникають при динамічних навантаженнях на корпус судна.
Керування відкриттям і закриттям кінгстонів здійснюється дистанційно за допомогою ручного або пневматичного привода.

## Використовування
Кінгстони призначені для доступу забортної води у внутрішні ємності корабля (напр. баластні цистерни підводного човна або надводного судна), трубопроводи пожежних, санітарних (гальюнних) і водовідливних систем, системи охолодження, а також для вирівнювання диференту (крену) при аварії тощо.

### Надводні судна
На надводних суднах кінгстонами споряджають паливні, водні і баластні цистерни. Клапани на паливних цистернах уможливлюють їх промивання забортною водою, на водних — видалення надмірно засоленої води за борт, на баластних — керування баластною системою (рідким баластом). Крім того, кінгстони використовуються в деяких бортових системах (пожежогасіння, охолодження двигунів і конденсаторів, затоплення артилерійських погребів).

### Підводні човни
На підводних човнах кінгстони є частиною системи занурення і спливання. У цистернах головного баласту вони використовуються при прийомі води при зануренні і видалення її з цистерн («продування») при спливанні; у допоміжних цистернах — для диферентування.

### Затоплення кораблів
Кінгстони можуть використовуватися і для самозатоплення кораблів (переважно військових, з метою не допустити їх здачі ворогу). Найбільш відомими затопленими таким способом кораблями є крейсер «Варяг», броненосець «Севастополь», німецькі кораблі у затоці Скапа-Флоу, авіаносець «Граф Цеппелін», японський лінійний крейсер «Кірісіма».